# Andorra ai XIV Giochi paralimpici estivi
Andorra ha partecipato ai XIV Giochi paralimpici estivi di Londra (29 agosto - 9 settembre 2012). Il portabandiera durante la cerimonia d'apertura è stato l'atleta Antonio Francisco Sanchez, unico atleta andorrano partecipante.

## Atleti
Uomini
- Antonio Francisco Sanchez